# Лаврентийский университет

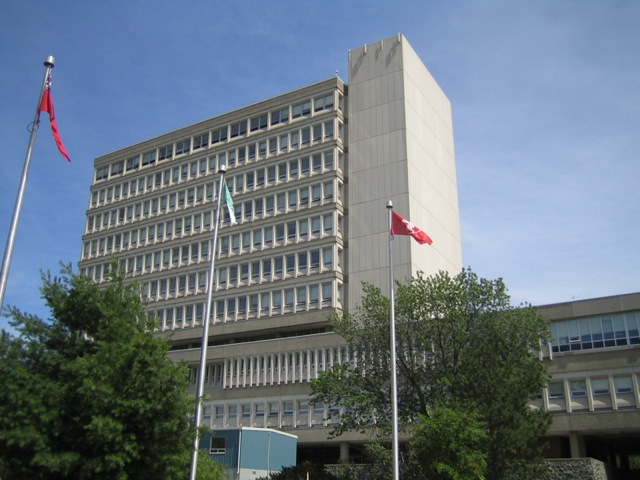
Здание Р. Д. Паркера

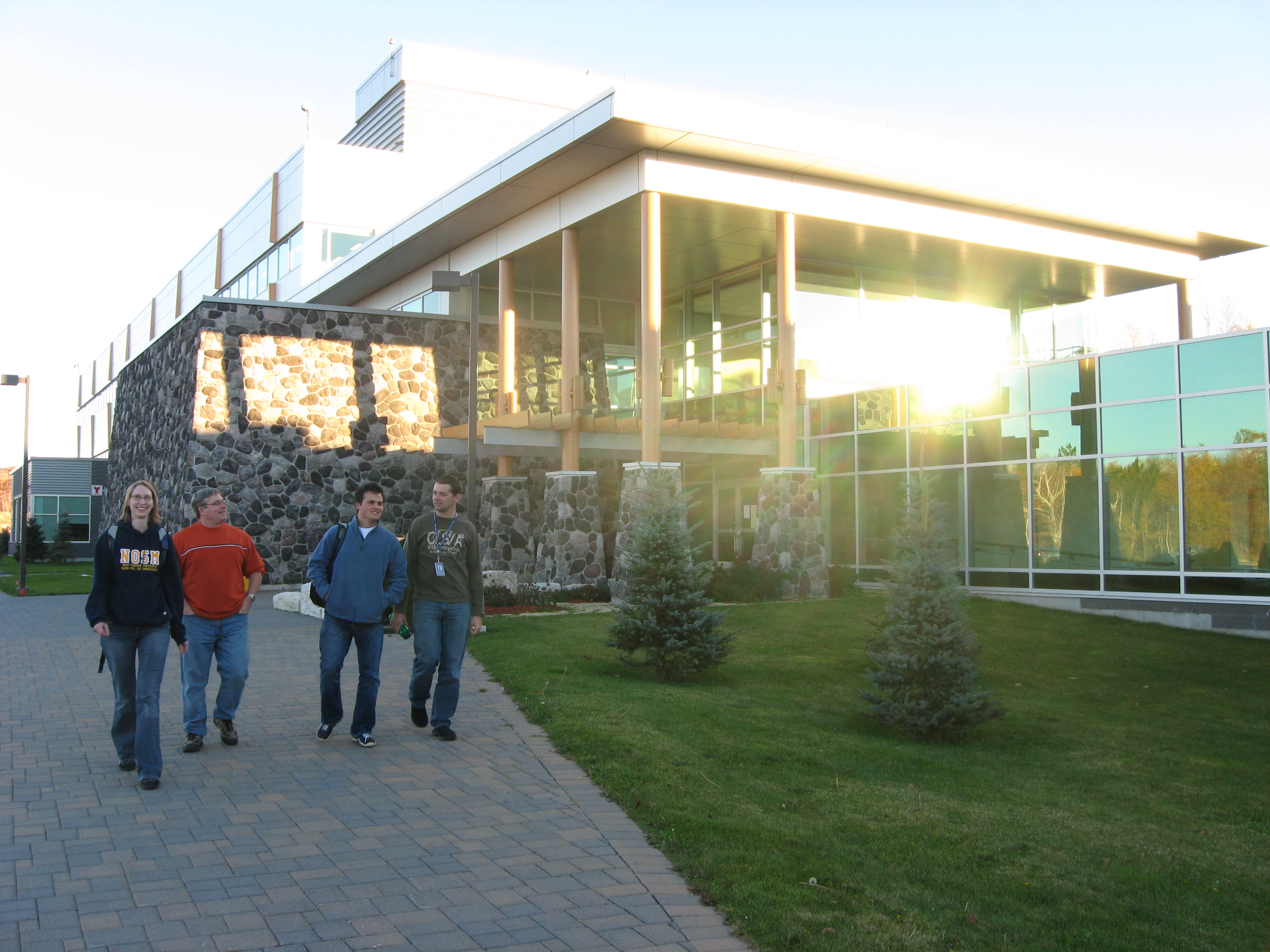
Медицинская школа Северной Онтарио в составе университета

Лаврентийский университет (англ. Laurentian University, фр. Université Laurentienne) — основанный в 1960 году двуязычный (англо-французский) университет в г. Большой Садбери, Онтарио, Канада.
Хотя университет предлагает в основном программы, не дающие бакалавриата, он также включает самое новое в Канаде медицинское училище, открытое в 2005 году в сотрудничестве с Лейкхедским университетом, которая предлагает ряд бакалаврских программ.
Лаврентийский университет — крупнейший в Канаде из предоставляющих программы дистанционного образования. Он предлагает в основном программы по гуманитарным наукам и медицине, а также прикладной физике и в горном деле. Университет имеет давние связи с горной промышленностью Канады.
Кампус университета расположен на южной стороне озера Рамзей, к югу от центральной части г. Большой Садбери, рядом с престижными жилыми районами города. По структуре университет является школой-федерацией, подобно Университету Торонто. В университете функционируют органы студенческого самоуправления, имеющие необычно широкие для Канады полномочия. Также существуют две студенческих ассоциации: франкофонная и двуязычная, причём студенты могут входить в любую из них независимо от своего родного языка, и часто меняют принадлежность.